# Cool Runnings - Quattro sottozero
Cool Runnings - Quattro sottozero (Cool Runnings) è un film statunitense del 1993 diretto da Jon Turteltaub e prodotto dalla Walt Disney Pictures.
La pellicola è ispirata alla vera storia della Nazionale di bob della Giamaica che partecipò ai Giochi olimpici invernali di Calgary 1988.

## Trama
Derice Bannock, un atleta giamaicano figlio d'arte, si allena duramente per prepararsi alla gara di qualificazione dei 100 metri piani, dalla quale usciranno i quattro atleti che rappresenteranno l'isola ai Giochi olimpici estivi di Seul 1988. Durante la gara però un atleta di nome Junior Bevil inciampa, facendo cadere Derice e anche un terzo corridore, Yul Brenner. Dopo aver chiesto invano al signor Coolidge di ripetere la gara, Derice vede una vecchia foto del padre (anche lui velocista e medaglia d'oro olimpica) con Irving Blitzer, un ex bobbista statunitense plurimedaglia d'oro olimpica nella specialità bob a 4, che però si era visto ritirare una medaglia a causa di un imbroglio, e ora faceva, con poca fortuna, l'allibratore proprio in Giamaica.
Derice decide quindi, dopo aver scoperto che 20 anni prima Blitzer aveva cercato di trasformare suo padre in un bobbista, di partire alla sua ricerca, cercando di convincerlo a formare la prima squadra giamaicana di bob, per avere una seconda opportunità per partecipare alle olimpiadi. Dopo alcune titubanze iniziali "Irv" accetta, e i due, insieme a Sanka Coffee, grande amico di Derice e campione locale di go-kart a spinta, indicono una selezione per scegliere i loro futuri compagni di equipaggio. Da questa selezione rimangono (gli altri fuggono tutti dopo una breve spiegazione di cosa fosse il bob) proprio Yul Brenner e Junior Bevil, i due caduti nella gara dei 100 metri.
I quattro così si procurano il bob e iniziano gli allenamenti, e piano piano fanno progressi, grazie anche all'esperienza di Irv, che col tempo si affeziona ai ragazzi e diventa un loro grande amico. I quattro, nonostante il disprezzo nei loro confronti da parte di tutte le altre nazioni partecipanti, riescono a qualificarsi per i Giochi olimpici invernali di Calgary, dove difenderanno i colori del loro paese. I ragazzi partono malissimo, forse a causa della troppa tensione e del nervosismo, determinati anche dalla voglia di non sembrare diversi da tutti gli altri e dalla voglia di essere accettati da tutto il mondo, in quella competizione assolutamente insolita per loro.
Dopo alcune discussioni i quattro ragazzi decidono di non curarsi dei pensieri del mondo esterno, e il giorno dopo si lasciano andare a tutto il loro folclore giamaicano, sfoggiando canzoni, cappellini e tutto ciò che potesse ricordare l'isola. I ragazzi, liberi da ogni tensione, nella seconda prova si piazzano ottavi, e si guadagnano così il rispetto e l'ammirazione di tutti. In Canada è ormai scoppiata la febbre giamaicana, e proprio quando tutto il mondo fa il tifo per loro, per un guasto meccanico i ragazzi hanno un brutto incidente, che li costringe a fermarsi a pochi metri dal traguardo. Non si perdono però d'animo, e dopo aver preso in spalla il loro bob, arrivano al traguardo sotto gli applausi scroscianti del pubblico, commosso da tanto impegno e sacrificio.